# Canonchet
Canonchet (* 17. Jahrhundert; † 1676), auch Cononchet oder Nauntenoo genannt, war ein Sachem der Narraganset, einem Indianerstamm in Neuengland. Er war ein Sohn von Sachem Miantonomo und führte seinen Stamm im King Philip’s War (1675–1676). Im Jahr 1676 wurde er von den englischen Kolonisten gefangen genommen, als er für Nahrung für sein hungerndes Volk sorgen wollte. Er war ein Gegner, dessen Ruf und Mut die Achtung der weißen Kolonisten gewonnen hatte. Als er hörte, dass er hingerichtet werden sollte, so lautet die Überlieferung, antwortete er sinngemäß: „I like it well. I shall die before my heart is soft, and before I have spoken a word unworthy of myself.“ („Das ist in Ordnung. Ich sollte sterben, bevor mein Herz weich wird und bevor ich etwas sage, das meiner nicht wert ist.“)
Canonchet ist nicht zu verwechseln mit James Fenimore Coopers Romanfigur Conanchet.